# Euharistijsko čudo
Euharistijsko čudo je čudo, koje uključuje euharistiju. Primjer euharistijskog čuda je nevidljiva preobrazba kruha u Tijelo Kristovo i vina u Krv Isusa Krista tijekom katoličke mise ili pravoslavne liturgije. Međutim, postoje i drugi oblici euharistijskog čuda poput posvećene hostije sačuvane više od 250 godina ili hostije koja je ostala u prvobitnom stanju, nakon što je bačena u vatru. Neka, ali ne sva euharistijska čuda prihvaćena su od strane crkvenih vlasti.

## Vrste euharistijskih čuda
Najrjeđa zabilježena vrsta euharistijskog čuda događa se, kada euharistija postane ljudsko meso kao prilikom euharistijskoga čuda u Lancianu u Italiji, u 8. stoljeću, koje je vjerojatno i najpoznatije euharistijsko čudo u svijetu. Međutim, češći oblik euharistijskoga čuda, javlja se kada krv počne curiti iz posvećene hostije, na svetoj misi. Neki tvrde da su snimljene ove pojave na fotografijama ili videu, kao što je u slučaju euharijskoga čuda u Svetištu Gospe od Guadalupe u Meksiku. 
Ostale vrste čuda su posvećene hostije sačuvane stotinama godina, posvećene hostije koje vatra nije oštetila, ukradene posvećene hostije koje su se vratile u crkve, te levitacija posvećenih hostija.

## Primjeri euharistijskih čuda
Godine 1411., jedan svećenik slavio je svetu Misu u Ludbregu u Hrvatskoj. Za najvažnijeg dijela, svećenik je posumnjao u istinitost tvrdnje kako on nakon pretvorbe u rukama drži pravo Tijelo Isusovo, a u kaležu pravu Krv Isusovu. Dospijevši do dijela svete mise gdje se Sveta Hostija lomi u tri dijela, svećenik je opazio da se u kaležu nalazi prava svježa krv. Silno zbunjen i prestrašen neočekivanim događajem, brzo je spremio kalež sa Svetom Krvlju iza oltara i završio misu. Papa Julije II. i sam je želio vidjeti tu rijetku relikviju, te je ona otpremljena u Rim. Zbog duljine istrage i ispitivanja čudesnih događaja i ozdravljenja, papa nije uspio završiti istragu, ali je redigirao sadržaj bule kojom je dozvolio javno štovanje relikvije. Njegov nasljednik, papa Leon X., prihvativši odredbe svog prethodnika, izdao je tu bulu pod svojim imenom 12. ožujka 1513., odobrivši javno štovanje relikvije Svete Krvi Isusove nastale euharistijskim čudom u Ludbregu. Relikviju je Leon X. u svečanoj procesiji nosio Rimom, a zatim ju je zajedno s bulom vratio u Ludbreg. 
Priča iz Amsterdama 1345., tvrdi da je svećenik došao dati bolesničko pomazanje umirećem. Bolesnika je pričestio i rekao obitelji, da ako bolesnik povrati hostiju, da je bace u vatru. To se i dogodilo. Sljedećeg jutra primijetili su hostiju na rešetki ognjišta, neozlijeđenu i okruženu svjetlom. U spomen na događaj, svake se godine održava tiha procesija kroz središte Amsterdama. 
Prema drugoj priči, farmer iz Bavarske uzeo je posvećenu hostiju svojoj kući, vjerujući da će on i njegova obitelj tako zadobiti sreću. Mučila ga je grižnja savjesti pa je uzeo hostiju i želio je vratiti u crkvu. Putem mu je hostija odletjela iz ruke i lebdjela po zraku te nestala. Vratio se, u pratnji brojnih mještana i svećenika, koji su vidjeli hostiju i kanili je pokupiti. Ona je opet odletjela u zrak, lebdjela, pao na tlo i nestala. Biskup je obaviješten i kada je on došao, opet se isto dogodilo. 
Vojnici su opljačkali crkvu u selu Exilles u Italiji. Pri tome su ukrali i pokaznicu s hostijom. Vreća s pokaznicom ispala je s magarca na kojoj su je prenosili te je ispala pokaznica. Odletjela je u zrak te lebdjela tri metra iznad zemlje. Biskup je obaviješten i odmah došao vidjeti čudo. Kad je stigao, pokaznica se otvorila i pala na tlo, ostavljajući hostiju koja je ledbila u zraku, okruženu sjajnim svjetlom.